# Myriam Vanslembrouck
Myriam Vanslembrouck (Anderlecht, 16 juli 1970) is een voormalig Belgische voetbalster die speelde voor Brussel D71 en opvolger RSC Anderlecht, Kamillekes Aalst (voorganger van Eendracht Aalst) en het Belgisch voetbalelftal. Bij de Red Flames, destijds nog de Rode Duivelinnen, heeft Vanslembrouck het hoogste aantal doelpunten per interland (16 doelpunten in 21 interlands, dus 0,76 doelpunten per interland).

## Interlands
| Interlands van Myriam Vanslembrouck                                                                           | Interlands van Myriam Vanslembrouck | Interlands van Myriam Vanslembrouck | Interlands van Myriam Vanslembrouck | Interlands van Myriam Vanslembrouck | Interlands van Myriam Vanslembrouck |
| Nr. | Datum                               | Wedstrijd                           | Uitslag                             | Soort wedstrijd                     | Doelpunten                          |
| Belgisch voetbalelftal onder 19                                                                               | Belgisch voetbalelftal onder 19     | Belgisch voetbalelftal onder 19     | Belgisch voetbalelftal onder 19     | Belgisch voetbalelftal onder 19     | Belgisch voetbalelftal onder 19     |
| --- | ----------------------------------- | ----------------------------------- | ----------------------------------- | ----------------------------------- | ----------------------------------- |
| 1. | 16 november 1991                    | België -19 – Zwitserland            | 3 – 0                               | Vriendschappelijk                   | 15', 25', 33'                       |
| Totaal | Totaal                              | Totaal                              | Totaal                              | Totaal                              | 3                                   |
| Belgisch voetbalelftal                                                                                        |                                     |                                     |                                     |                                     |                                     |
| 1. | 11 april 1992                       | Zwitserland – België                | 0 – 1                               | Kwalificatie EK 1993                | 56'                                 |
| 2. | 12 mei 1992                         | België – Noorwegen                  | 0 – 0                               | Kwalificatie EK 1993                | -                                   |
| 3. | 26 september 1992                   | Noorwegen – België                  | 8 – 0                               | Kwalificatie EK 1993                | -                                   |
| 4. | 28 mei 1993                         | België – Moldavië                   | 7 – 0                               | Vriendschappelijk                   | 14', 33', 36', 37'                  |
| 5. | 29 mei 1993                         | België – Verenigde Staten           | 0 – 2                               | Vriendschappelijk                   | -                                   |
| 6. | 31 mei 1993                         | België – Polen                      | 0 – 2                               | Vriendschappelijk                   | -                                   |
| 7. | 8 september 1993                    | België – Nederland                  | 1 – 0                               | Vriendschappelijk                   | 31'                                 |
| -1 | 14 september 1993                   | Zeeland – België                    | ? - ?                               | Vriendschappelijk                   | ?                                   |
| 8. | 6 oktober 1993                      | België – Slovenië                   | 7 – 0                               | Kwalificatie EK 1995                | 18', 43', 77'                       |
| 9. | 30 oktober 1993                     | België – Spanje                     | 0 – 0                               | Kwalificatie EK 1995                | -                                   |
| 10. | 6 november 1993                     | België – Engeland                   | 0 – 3                               | Kwalificatie EK 1995                | -                                   |
| 11. | 13 maart 1994                       | Engeland – België                   | 6 – 0                               | Kwalificatie EK 1995                | -                                   |
| 12. | 22 maart 1994                       | Frankrijk – België                  | 3 – 0                               | Vriendschappelijk                   | -                                   |
| 13. | 24 april 1994                       | Spanje – België                     | 4 – 0                               | Kwalificatie EK 1995                | -                                   |
| 14. | 19 april 1995                       | België – Griekenland                | 3 – 0                               | Vriendschappelijk                   | 40'                                 |
| 15. | 11 oktober 1995                     | België – Faeröer                    | 2 – 0                               | Kwalificatie EK 1997                | -                                   |
| 16. | 18 november 1995                    | België – Wales                      | 2 – 0                               | Kwalificatie EK 1997                | 22', 41'                            |
| 17. | 31 maart 1996                       | Ierland – België                    | 0 – 1                               | Kwalificatie EK 1997                | -                                   |
| 18. | 13 april 1996                       | Wales – België                      | 0 – 0                               | Kwalificatie EK 1997                | -                                   |
| 19. | 20 april 1996                       | België – Schotland                  | 6 – 1                               | Kwalificatie EK 1997                | -                                   |
| 20. | 4 mei 1996                          | België – Ierland                    | 5 – 1                               | Kwalificatie EK 1997                | 87'                                 |
| 21. | 18 mei 1996                         | Faeröer – België                    | 0 – 9                               | Kwalificatie EK 1997                | 25', 61', 68', 86'                  |
| Totaal | Totaal                              | Totaal                              | Totaal                              | Totaal                              | 16                                  |
| 1 Deze match wordt niet erkend door de FIFA, aangezien het Zeeuws voetbalelftal geen officieel landenteam is. |                                     |                                     |                                     |                                     |                                     |